# دل مار مسا (سن دیگو)
دل مار مسا (به انگلیسی: Del Mar Mesa) یک منطقهٔ مسکونی در ایالات متحده آمریکا است که در سن دیگو واقع شده‌است. این منطقه نیمه روستایی به مساحت ۲۰۴۲ هکتار (۸/۲۶ کیلومتر مربع) واقع در شمال سن دیگو، کالیفرنیا است. اکثریت این منطقه در دهه ۲۰۰۰ توسعه یافت. بیش از ۹۰۰ هکتار زیستگاه حفاظت شده فضای باز حفظ شده‌است. دلمار مسا همچنین دارای ۱۰ مایل مسیرهای پیاده‌روی، دوچرخه‌سواری است. حداقل مساحت زمین نیم هکتار است. دلمار مسا بخشی از ناحیه ۱ است که توسط عضو شورا جو لاکاوا در شورای شهر سن دیگو نمایندگی می‌شود.
تعدادی از مصنوعات، از جمله سفال که احتمالاً مربوط به ۹۰۰۰ تا ۱۰۰۰۰ سال پیش است، در این منطقه پیدا شده‌است و توسط مرکز باستان‌شناسی سن دیگو در حال مطالعه است.